# 高見沢忠雄
高見沢 忠雄（たかみざわ ただお、1899年‐1985年2月17日）は日本の浮世絵複製家。

## 略歴
1899年に東京に生まれる。高見沢遠治、上村益郎の弟。慶応義塾卒業。兄の浮世絵版画複製技術を継承、1911年に兄・上村益郎とともに高見沢木版社（現・高見沢木版研究所）を創業する。忠雄は浮世絵の復刻、木版画集の出版をし続けながら、浮世絵の研究、近世初期風俗画の研究をしている。また、高見沢木版社として、1928年から1930年にかけて、小圃千浦の新版画『世界風景版画』シリーズを、1933年頃、小早川清の新版画『美女三態』シリーズを版行した。1947年、雑誌『浮世絵草紙』(吉田暎二編)を創刊する。1985年2月17日、聖マリアンナ医科大学附属病院において悪性腫瘍による心不全によって死去する。

## 著書
- 『南蛮屏風』 共著 鹿島出版会、1970年